# هيرومي إغاراشي
هيرومي إغاراشي (باليابانية: 五十嵐 裕美) مواليد 13 ديسمبر 1986 في هوكايدو، اليابان، هي مؤدية أصوات يابانية.

## الأعمال

### أنمي
- هلسينغ
- يوغي 5Ds
- جويل بت توينكل
- باكوجان
- ميد ساما!

### أوفا أنمي
- حفل الجثث - يوكي كانو

## وصلات خارجية
- هيرومي إغاراشي على موقع IMDb (الإنجليزية)
- هيرومي إغاراشي على موقع ميوزك برينز (الإنجليزية)
- هيرومي إغاراشي على موقع ديسكوغز (الإنجليزية)
- هيرومي إغاراشي على موقع قاعدة بيانات الفيلم (الإنجليزية)
- هيرومي إغاراشي على موقع ANN person (الإنجليزية)